# Estadio Héroe de Nacozari
El Estadio Héroe de Nacozari es un inmueble localizado en la ciudad de Hermosillo, Sonora, México. Fue inaugurado el 5 de agosto de 1985, cuenta con una pista de atletismo y una cancha de fútbol profesional. Puede albergar a 18 747 aficionados.

## Ubicación
El estadio está localizado en la zona Norponiente de la Ciudad de Hermosillo, dentro de lo que son las instalaciones del CUM (Centro de Usos Múltiples). Sus datos generales son los siguientes:
- Dirección: Blvd. Solidaridad No.404, Col. Álvaro Obregón
- Teléfonos: 2602097
- Fax: 2602097
- Horarios de atención: 8:00 a. m. - 3:00 p. m.

## Historia
Con el afán de que el Estado de Sonora tuviera escenarios dignos de eventos de gran magnitud, el 5 de agosto de 1985 el entonces Gobernador del Estado de Sonora Samuel Ocaña García, entregó al Gobernador electo Rodolfo Félix Valdés un complejo deportivo ubicado al Norponiente de la ciudad de Hermosillo.
Dicho complejo deportivo, llamado Centro de Usos Múltiples (CUM) alberga un velódromo, una alberca olímpica, cancha de baloncesto y arena para box y lucha libre, campo de tiro con arco, cancha de hockey sobre pasto, estadio de softbol, cancha de fútbol 7 y el mencionado Estadio de fútbol con pista de atletismo.
El primer partido oficial en este estadio y de inauguración se llevó a cabo el domingo 4 de agosto de 1985 entre los equipos Colonia de Hermosillo Sonora y Juanacatlan del Salto Jalisco, siendo el árbitro central, el Ing. César Alberto Monreal Vidales.
El nombre del estadio se escogió para rendir honor a Jesús García Corona, hermosillense conocido como el Héroe de Nacozari ya que dio su vida el 7 de noviembre de 1907 por salvar al pueblo de Nacozari de una catástrofe que no se podía impedir.

## Clubes locales
Actualmente este es el estadio de fútbol más grande de todo el estado de Sonora, ha sido casa de algunos equipos de fútbol.
A continuación la lista de equipos:
| Equipo                       | Liga                              | Años            |
| ---------------------------- | --------------------------------- | --------------- |
| Seris de Hermosillo          | Tercera División                  | 1986-1992       |
| CF Soles                     | Tercera División                  | 1986-1998       |
| Gallos Blancos de Hermosillo | Ascenso MX                        | 1995-1996       |
| Diablos de Hermosillo        | Tercera División Segunda División | 2004-2005 2005  |
| Coyotes de Sonora            | Ascenso MX                        | 2005-2006       |
| Búhos de Hermosillo          | Segunda División                  | 2005-2011       |
| Guerreros FC                 | Ascenso MX                        | 2009-2010       |
| Cimarrones de Sonora FC      | Ascenso MX                        | 2015-Actualidad |

## Selección de Fútbol de México
El 6 de diciembre de 1995 se vivió por primera vez en la historia de Sonora un encuentro de la Selección de fútbol de México que disputó un encuentro contra la Selección de fútbol de Eslovenia donde el marcador favoreció a los eslovenios por 2-1. 
Recibieron al "Tri", 500 personas en el aeropuerto, 3 mil aficionados asistieron al entrenamiento y al encuentro asistieron 20 mil aficionados más.

## Primera División en Hermosillo
El domingo 13 de septiembre de 1992 Hermosillo tuvo por primera vez en su historia un partido oficial de la Primera División de México, cuando el Puebla tuvo como su sede por un partido a dicha ciudad en contra del Atlante.
Durante la primera cuarta parte de la temporada 1992-1993 al Puebla de la Franja le clausuraron el Estadio Cuauhtémoc. Los Camoteros tuvieron que fungir como locales en León, Hermosillo, Ciudad Cooperativa y Veracruz, aunque el caso más significativo es el de la capital de Sonora.
Puebla 0 - 0 Atlante
Pese al resultado, el partido levantó notoriamente el ánimo de la afición hermosillense haciendo crecer el gusto y el arraigo del fútbol en la ciudad.

## Otros Eventos
El Estadio fue sede en 2000 y 2004 de algunas disciplinas de la Olimpiada Nacional Infantil y Juvenil de México.
Mientras tanto, por otro lado la pista ha sido sede de eventos como la Galatlética Banamex en 2005.
Ha sido sede también de eventos artísticos como cursos D.A.R.E. u obras teatrales.
En cuanto a lo artístico, en él se han presentado artistas como el cantante Juan Gabriel, Café Tacuba, los Fabulosos Cadillacs, Shakira, Calle 13, Ricardo Montaner y Luis Miguel.

## Instalaciones
Estadio de fútbol, Oficinas Generales de CODESON, Pista Sintética de Atletismo, Centro Estatal de boxeo, Centro Estatal de Luchas, Centro Estatal de Pesas, Centro Estatal de Alto Rendimiento Y Escuela Secundaria General #15